# Казалино (Тренто)
Казалино је насеље у Италији у округу Тренто, региону Трентино-Јужни Тирол.
Према процени из 2011. у насељу је живело 309 становника. Насеље се налази на надморској висини од 495 м.